# Régions marocaines classées par superficie
Voici une liste des 16 régions marocaines par ordre décroissant de superficie :
| Rang | Région                           | Superficie (km²) | Population (2004) | Densité (hab./km²) |
| ---- | -------------------------------- | ---------------- | ----------------- | ------------------ |
| 1    | Oued Ed-Dahab-Lagouira           | 142 865          | 99 367            | 0.70               |
| 2    | Laâyoune-Boujdour-Sakia el Hamra | 139 480          | 256 152           | 1,84               |
| 3    | Guelmim-Es Smara                 | 133 730          | 462 410           | 3,46               |
| 4    | L'Oriental                       | 82 900           | 1 918 094         | 23,14              |
| 5    | Meknès-Tafilalet                 | 79 210           | 2 119 000         | 26,75              |
| 6    | Sous-Massa-Drâa                  | 70 880           | 3 113 653         | 43,93              |
| 7    | Marrakech-Tensift-Al Haouz       | 31 160           | 3 102 652         | 99,57              |
| 8    | Taza-Al Hoceima-Taounate         | 24 155           | 1 807 113         | 74,81              |
| 9    | Fès-Boulemane                    | 19 795           | 1 573 055         | 79,47              |
| 10   | Tadla-Azilal                     | 17 125           | 1 450 519         | 84.70              |
| 11   | Doukhala-Abda                    | 14 285           | 1 984 039         | 149.3              |
| 12   | Tanger-Tétouan                   | 11 570           | 2 470 372         | 213,52             |
| 13   | Rabat-Salé-Zemmour-Zaër          | 9 580            | 3 123 595         | 247,02             |
| 14   | Gharb-Chrarda-Beni Hssen         | 8 805            | 1 859 540         | 79,47              |
| 15   | Chaouia-Ouardigha                | 16 760           | 1 655 660         | 236,18             |
| 16   | Grand Casablanca                 | 1 615            | 3 631 061         | 1 936,09           |